# خوان مانن
خوان مانن (اسپانیایی: Joan Manén‎؛ ‏ ۱۴ مه ۱۸۸۳ – ۲۶ ژوئن ۱۹۷۱) نوازندهٔ ویولن و آهنگساز اهل اسپانیا بود.
او از شاگردان «کلمنته ایبارگورن» و «اتاکار شفچیک» بود و تکنیک نوازندگی‌اش را با پابلو دو ساراساته مقایسه کرده‌اند.